# 國泰綜合證券
國泰綜合證券（簡稱國泰證券、國證）是台灣的證券公司，屬於國泰金控100%持股的子公司，由董事會於2004年2月6日通過設立，8月13日正式開業。現有總公司、10家分公司及多家位於國泰世華銀行內的證券櫃檯，業務範圍涵蓋經紀、承銷、自營及衍生性金融商品業務。

## 公司沿革
- 2004年8月13日，國泰證券正式開業，當時資本額35億元。旗下子公司包含國泰期貨(2006年取得99.99%股權)、國泰綜證(上海)投資諮詢[1](2014年成立)以及國泰證券(香港)(2015年併購宏遠證券(香港)[2])。

- 2017年3月成為國內首家增設接單中心的證券商，集中服務人工下單客戶[3]；同年8月成立國內證券業首家以全數位模式經營台股經紀業務的數位分公司「敦南分公司」，專責服務線上開戶與交易。[4]